# Eugenia di York
Eugenia del Regno Unito, Mrs Brooksbank (Eugenie Victoria Helena; Londra, 23 marzo 1990) è una principessa britannica, secondogenita di Andrea, duca di York e di Sarah Ferguson, sesta nipote della regina Elisabetta II e di Filippo di Edimburgo, nonché nipote del re Carlo III e membro della famiglia reale britannica. Eugenia è la sorella minore della principessa Beatrice e occupa la dodicesima posizione nella linea di successione al trono del Regno Unito.

## Biografia

### Infanzia

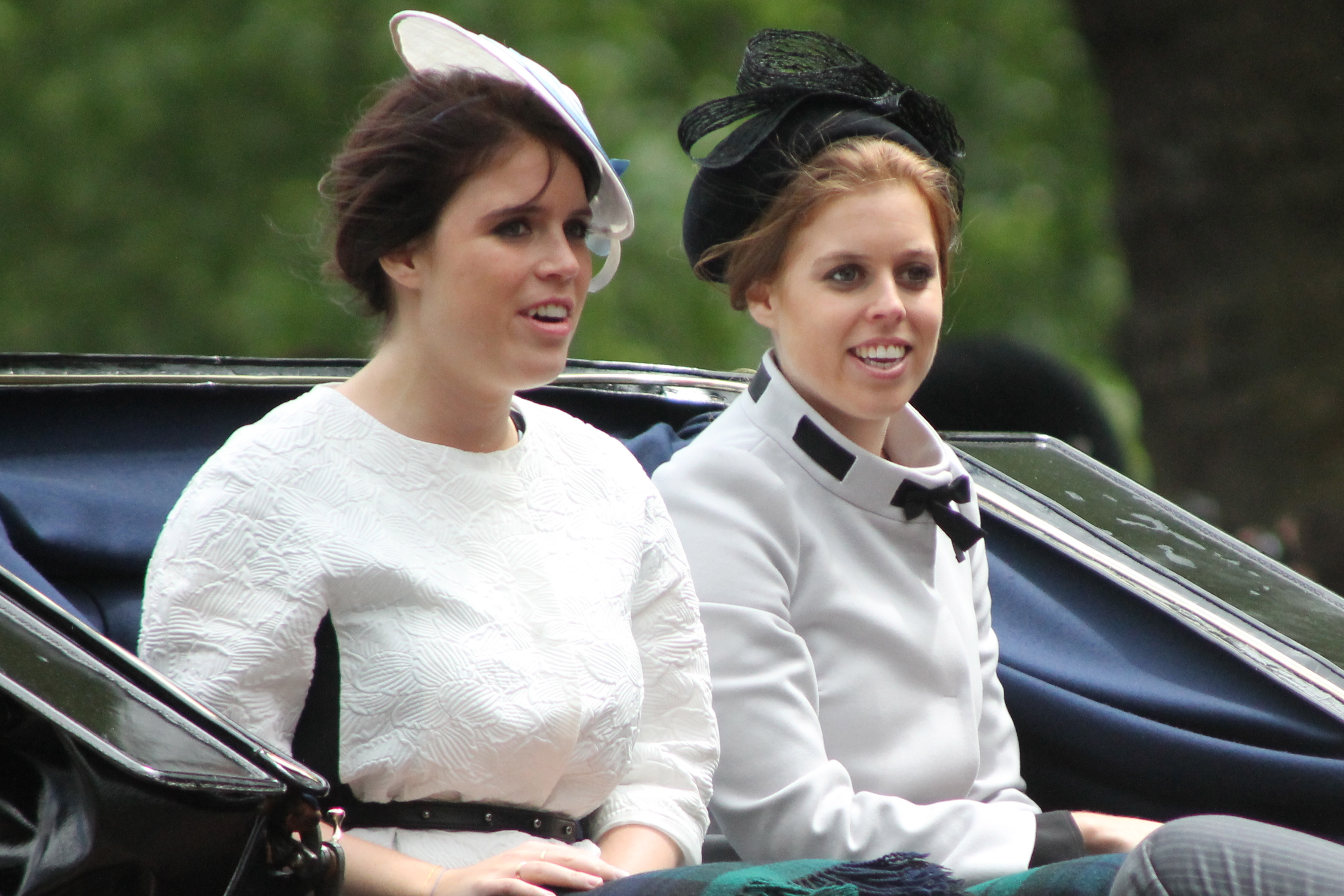
La principessa Eugenia (a sinistra) con la sorella Beatrice al Trooping the Colour del 2013

È stata battezzata nella chiesa di St. Mary Magdalene a Sandringham, dal vescovo di Norwich, il 23 dicembre 1990; è stata la prima discendente reale ad essere battezzata in una chiesa aperta al pubblico. È stata chiamata come l'imperatrice Eugenia di Francia, intima amica della famiglia reale ai tempi della regina Vittoria.
I suoi genitori divorziarono nel 1996, quando Eugenia aveva soltanto sei anni.
Nel 2002, a 12 anni, le venne diagnosticata una forma di scoliosi e dovette subire un intervento correttivo al Royal National Orthopaedic Hospital.

### Istruzione e carriera
Da piccola, Eugenia frequentò la Winkfield Montessori dal 1992 al 1993 e quindi la Upton House School di Windsor fino al 1995. Avendo ormai raggiunto i 5 anni di età, passò quindi a frequentare la Coworth Park School dal 1995 al 2001, per passare poi alla St George's School, vicino al castello di Windsor fino al 2003. Nei successivi cinque anni, Eugenia frequentò il Marlborough College nel Wiltshire.
Nel 2012 si è laureata in storia dell'arte e letteratura inglese all'Università di Newcastle. Inizialmente Eugenia fu rifiutata dall'Università di Newcastle, ma le fu poi offerto un posto quando l'ufficio delle ammissioni si rese conto del suo status di reale.
Nel 2013 si è trasferita a New York, per un anno, per lavorare come manager alla Paddle8.
Nel 2015 ha iniziato a lavorare presso la galleria d'arte Hauser & Wirth a Londra come direttore associato.

### Incarichi di corte
Nel 2011, come primo incarico di corte accompagnò il padre a visitare il Royal National Orthopaedic Hospital e divenne patrona dello Hospital's Redevelopment Appeal. Nel 2014, Eugenia inaugurò l'unità per bambini e, in collaborazione con Daisy London Jewellery creò un braccialetto in edizione limitata per raccogliere fondi sempre per il Royal National Orthopaedic Hospital.
Nel gennaio 2013, Eugenia e sua sorella Beatrice visitarono Berlino ed Hannover per una serie di incarichi, tra cui rappresentare la regina alla riapertura dei ricostruiti Hanoverian Royal Palace e Schloss Herrenhausen, bombardati dalla Royal Air Force durante la seconda guerra mondiale.

### Vita privata
La principessa ha avuto dal 2010 una relazione con l'imprenditore vinicolo Jack Christopher Stamp Brooksbank (nato il 3 maggio 1986). Il 22 gennaio 2018 Buckingham Palace annunciò ufficialmente il loro fidanzamento. Il matrimonio è stato celebrato il 12 ottobre 2018 nella cappella di San Giorgio nel castello di Windsor.
Il 25 settembre 2020 Kensington Palace ha annunciato che la principessa era in attesa del primo figlio, nato il 9 febbraio 2021 al Portland Hospital di Londra, un maschio, che viene chiamato August Philip Hawke Brooksbank.
Nel gennaio 2023, è stata annunciata la seconda gravidanza della principessa. Il 30 maggio 2023 alle 8:49 è nato il secondogenito della coppia, chiamato Ernest George Ronnie Brooksbank.

## Titoli, trattamento e stemma

### Titoli e trattamento
In quanto nipote della sovrana del Regno Unito per la linea di discendenza maschile, la principessa Eugenia ha il titolo di Principessa del Regno Unito di Gran Bretagna ed Irlanda del Nord con il trattamento di Sua Altezza reale (Her Royal Highness)
- dal 23 marzo 1990 al 12 ottobre 2018: Sua Altezza Reale la Principessa Eugenia di York[20]
- dal 12 ottobre 2018: Sua Altezza Reale la Principessa Eugenia, Mrs. Brooksbank

Il titolo e trattamento completo è il seguente: "Sua Altezza Reale la Principessa Eugenia Victoria Helena, Principessa del Regno Unito di Gran Bretagna e Irlanda del Nord, Mrs. Brooksbank".

### Stemma

Stemma personale della principessa Eugenia
Stendardo personale della principessa Eugenia
Stendardo personale della principessa Eugenia (n Scozia)
Il monogramma della principessa Eugenia

## Albero genealogico
|                               |                 |                                   | Genitori                                    |  |  | Nonni |  |  | Bisnonni         |  |  | Trisnonni           |  |
|                               |                 |                                   |                                             |  |  |       |  |  | Andrea di Grecia |  |  | Giorgio I di Grecia |  |
|                               |                 |                                   |                                             |  |  |       |  |  | Andrea di Grecia |  |  | Giorgio I di Grecia |  |
|                               |                 | Ol'ga Konstantinovna Romanova     |                                             |  |  |       |  |  | Andrea di Grecia |  |  |                     |  |
| Filippo di Edimburgo          |                 |                                   |                                             |  |  |       |  |  | Andrea di Grecia |  |  |                     |  |
|                               |                 | Alice di Battenberg               | Luigi di Battenberg                         |  |  |       |  |  |                  |  |  |                     |  |
|                               |                 | Alice di Battenberg               | Luigi di Battenberg                         |  |  |       |  |  |                  |  |  |                     |  |
|                               |                 | Alice di Battenberg               | Vittoria d'Assia-Darmstadt                  |  |  |       |  |  |                  |  |  |                     |  |
| Andrea, duca di York          |                 | Alice di Battenberg               |                                             |  |  |       |  |  |                  |  |  |                     |  |
|                               |                 | Giorgio VI del Regno Unito        | Giorgio V del Regno Unito                   |  |  |       |  |  |                  |  |  |                     |  |
|                               |                 | Giorgio VI del Regno Unito        | Giorgio V del Regno Unito                   |  |  |       |  |  |                  |  |  |                     |  |
|                               |                 | Giorgio VI del Regno Unito        | Maria di Teck                               |  |  |       |  |  |                  |  |  |                     |  |
| Elisabetta II del Regno Unito |                 | Giorgio VI del Regno Unito        |                                             |  |  |       |  |  |                  |  |  |                     |  |
|                               |                 | Elizabeth Bowes-Lyon              | Lord Claude Bowes-Lyon                      |  |  |       |  |  |                  |  |  |                     |  |
|                               |                 | Elizabeth Bowes-Lyon              | Lord Claude Bowes-Lyon                      |  |  |       |  |  |                  |  |  |                     |  |
|                               |                 | Elizabeth Bowes-Lyon              | Lady Cecilia Cavendish-Bentinck             |  |  |       |  |  |                  |  |  |                     |  |
| Eugenia di York               |                 | Elizabeth Bowes-Lyon              |                                             |  |  |       |  |  |                  |  |  |                     |  |
|                               | Andrew Ferguson | Algernon Ferguson                 |                                             |  |  |       |  |  |                  |  |  |                     |  |
|                               | Andrew Ferguson | Algernon Ferguson                 |                                             |  |  |       |  |  |                  |  |  |                     |  |
|                               | Andrew Ferguson | Hon. Margaret Brand               |                                             |  |  |       |  |  |                  |  |  |                     |  |
| Ronald Ferguson               | Andrew Ferguson |                                   |                                             |  |  |       |  |  |                  |  |  |                     |  |
|                               |                 | Lady Marian Montagu Douglas Scott | Lord Andrew Montagu Douglas Scott           |  |  |       |  |  |                  |  |  |                     |  |
|                               |                 | Lady Marian Montagu Douglas Scott | Lord Andrew Montagu Douglas Scott           |  |  |       |  |  |                  |  |  |                     |  |
|                               |                 | Lady Marian Montagu Douglas Scott | Marie Josephine Agnes Edwards               |  |  |       |  |  |                  |  |  |                     |  |
| Sarah Ferguson                |                 | Lady Marian Montagu Douglas Scott |                                             |  |  |       |  |  |                  |  |  |                     |  |
|                               |                 | FitzHerbert Wright                | Henry FitzHerbert Wright                    |  |  |       |  |  |                  |  |  |                     |  |
|                               |                 | FitzHerbert Wright                | Henry FitzHerbert Wright                    |  |  |       |  |  |                  |  |  |                     |  |
|                               |                 | FitzHerbert Wright                | Muriel Fletcher                             |  |  |       |  |  |                  |  |  |                     |  |
| Susan Wright                  |                 | FitzHerbert Wright                |                                             |  |  |       |  |  |                  |  |  |                     |  |
|                               |                 | Hon. Doreen Wingfield             | Mervyn Wingfield, VIII Visconte Powerscourt |  |  |       |  |  |                  |  |  |                     |  |
|                               |                 | Hon. Doreen Wingfield             | Mervyn Wingfield, VIII Visconte Powerscourt |  |  |       |  |  |                  |  |  |                     |  |
|                               |                 | Hon. Doreen Wingfield             | Sybil Pleydell-Bouverie                     |  |  |       |  |  |                  |  |  |                     |  |
|                               |                 | Hon. Doreen Wingfield             |                                             |  |  |       |  |  |                  |  |  |                     |  |